# Hòa Sơn, Đô Lương
Hòa Sơn là một xã thuộc huyện Đô Lương, tỉnh Nghệ An, Việt Nam.
Xã Hòa Sơn có diện tích 14,14 km², dân số năm 1999 là 6135 người, mật độ dân số đạt 434 người/km².

## Hành chính
- Xã Hòa Sơn gồm các thôn: Hồ Sen Khuôn, Yên Sơn, Đông Xuân, Minh Thọ, Mỹ Hòa, Vạn Yên